# Charny (tổng)
Tổng Charny là một tổng của Tỉnh của Yonne của Pháp.

## Phân chia hành chính
Tổng Charny bao gồm các xã sau:
- Chambeugle;
- Charny;
- Chêne-Arnoult;
- Chevillon;
- Dicy;
- La Ferté-Loupière;
- Fontenouilles;
- Grandchamp;
- Malicorne;
- Marchais-Beton;
- Perreux;
- Prunoy;
- Saint-Denis-sur-Ouanne;
- Saint-Martin-sur-Ouanne;
- Villefranche.